# 安迪基西拉青年

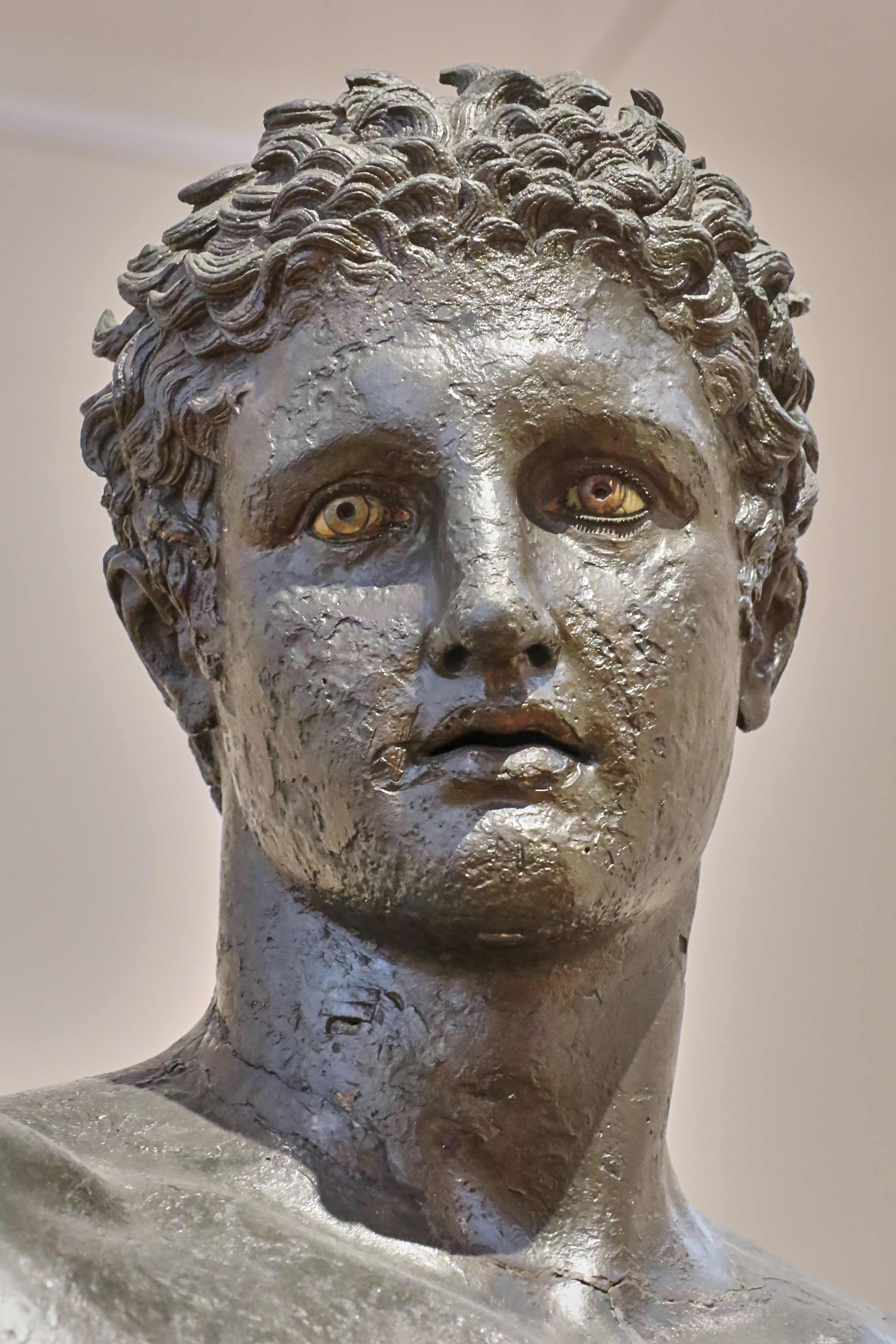
安迪基西拉青年的头部特写

安迪基西拉青年（希臘語：Έφηβος των Αντικυθήρων）是一尊优雅的古希腊青铜青年雕像。1900年由希腊的安迪基西拉岛附近采集海绵的渔夫在安迪基西拉沉船遗址中发现。这件雕塑是二十世纪爱琴海和地中海地区出土的一系列希腊青铜雕塑中的第一件，它的发现从根本上改变了现代对古希臘雕塑的看法。这个可追溯到公元前70-60年的沉船遗址还出土了安迪基西拉机械装置(一种天文学测量装置）、富有特色的斯多葛派的哲学家头像和大量的硬币。这些硬币包括数量不成比例的帕加马、德拉克马和以弗所硬币，这些硬币的发现学者们猜测这艘沉船是从伊奧尼亞海岸或以弗所出发的；它所装载的货物均未被确定为来自希腊大陆。

## 雕像的概况
这座青年雕像高1.96米，略大于真人大小，在刚刚被打捞出来时碎成了很多片。1950年，考古人员对修复后的雕像进行了一次复查。在克里斯托斯·卡鲁佐斯的指导下，工作人员们改变了雕像眼睛的焦点、腹部的布局、躯干与右大腿上部的连接位置以及右臂的姿态，这次修复是颇为成功的。

## 可能的来源
这尊青年雕像與考古学家熟悉的人物雕塑的姿态并不相似，并且没有任何复制品。他右手拿着一个球形物体 ，可能代表帕里斯送给阿芙罗狄忒的苹果；然而，由于帕里斯一直被描绘成披着斗篷并戴着独特的弗里吉亚帽的形象，其他学者认为这也可能是一个没有胡子、年轻版本的赫拉克勒斯，手里拿着赫斯珀里得斯的苹果。也有人认为，雕像描绘的是珀尔修斯提着被杀的戈耳工的头颅。他也有可能是阿波罗神，一位手持手杖并大声呼喊的赫耳墨斯，或者一位运动员拿着某种奖品，或一个球体、一个花环、一个小瓶或一个苹果。这座雕像甚至还可能是一个年轻人的陪葬雕像。但无论如何，对于他手里的物品和他的身份，仍有很多争议。

这座雕像的历史可追溯到公元前340-330年，是伯罗奔尼撒青铜雕像中最杰出的作品之一；它所展现的个性和特征引发了人们对其可能的作家的好奇。根据老普林尼的说法，这也许是著名雕塑家欧弗拉诺尔的作品，他接受了波留克列特斯的传统训练，也有制作帕里斯雕塑的经验：
“欧弗拉诺尔旁边是亚历山大(帕里斯)。这部作品饱受好评，因为他的眼睛可以立刻发现女神的审判者、海伦的情人和阿喀琉斯的杀手。”
这尊安迪基西拉青年雕像保存在雅典国家考古博物馆。

## 图集

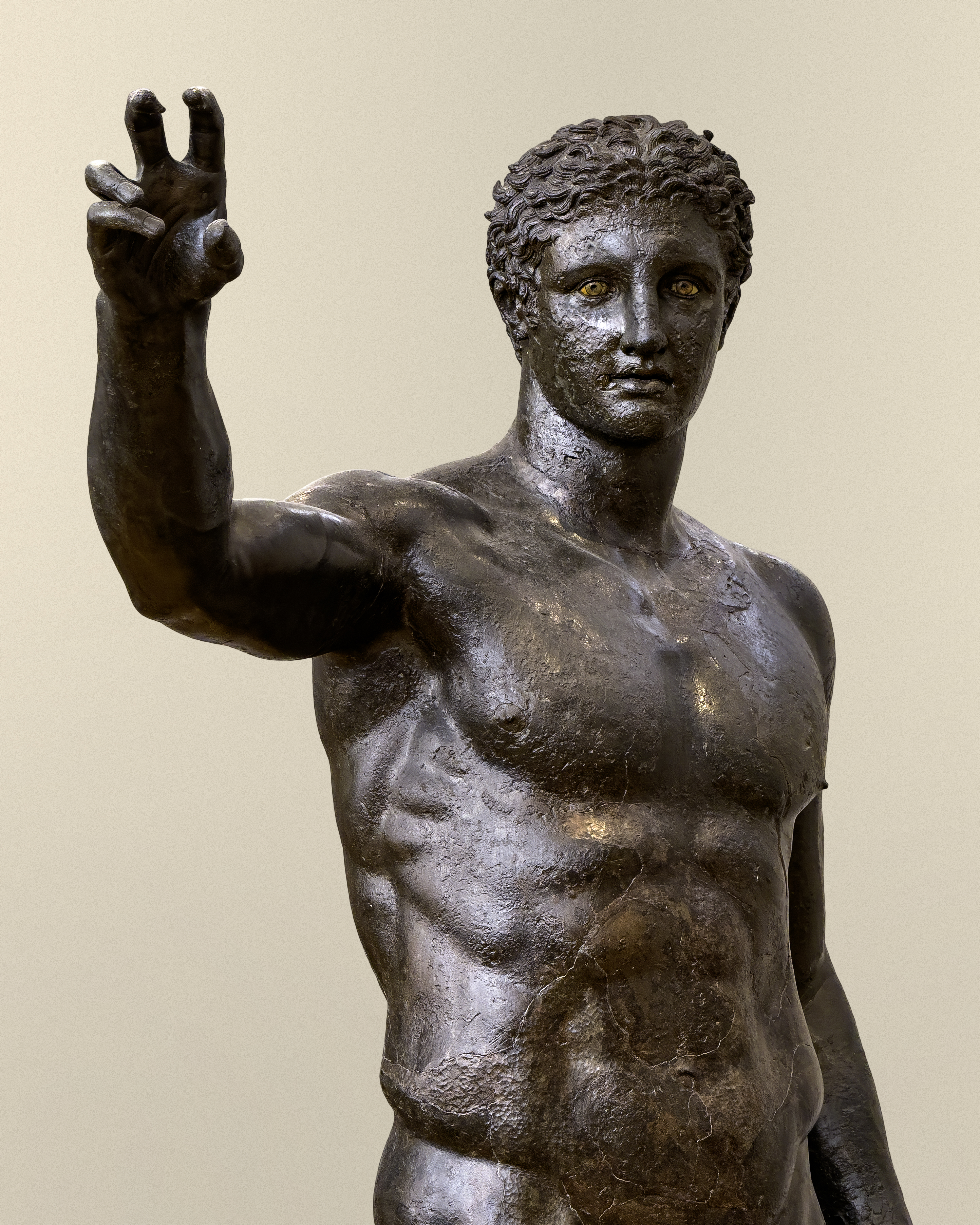
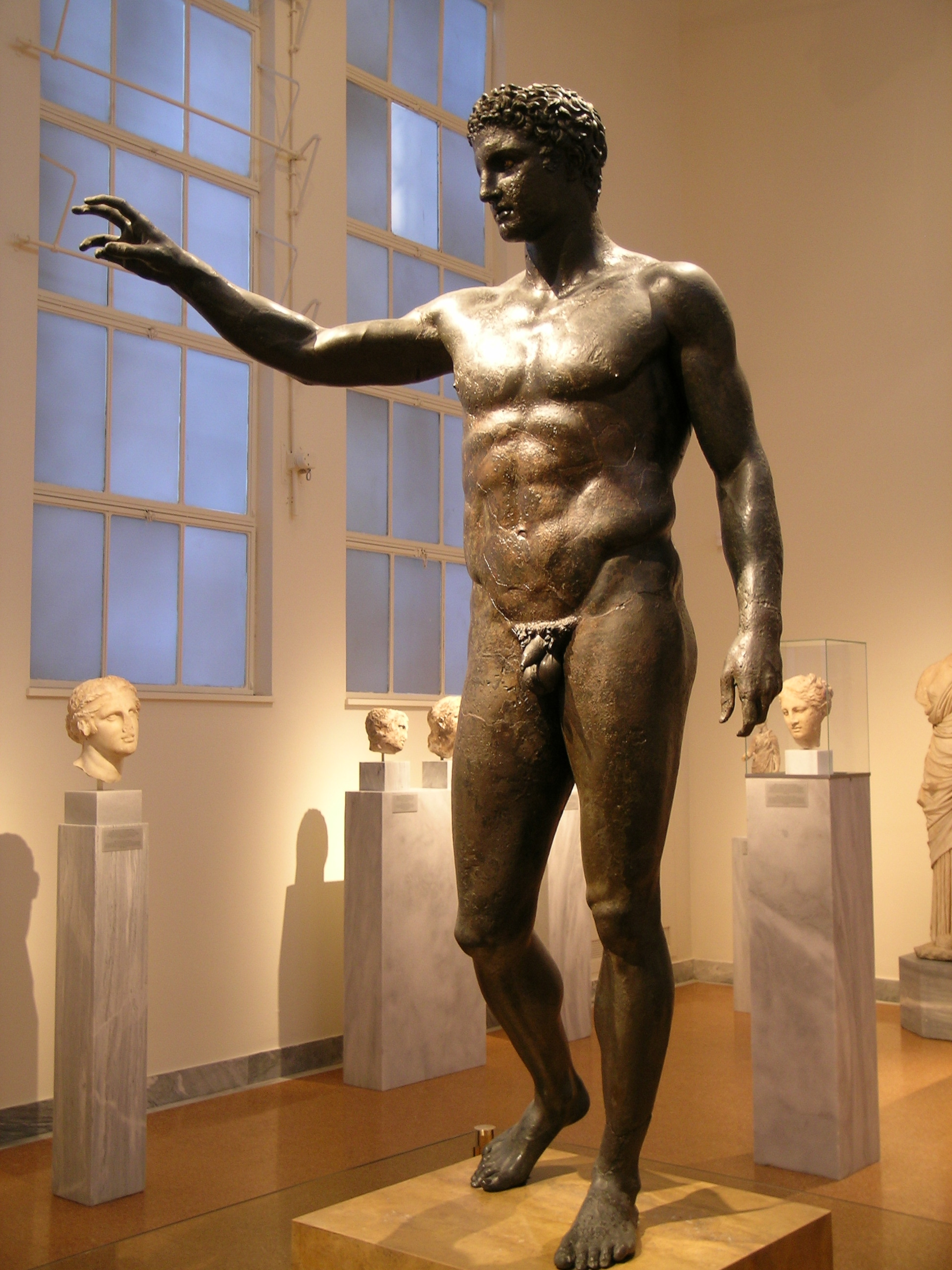
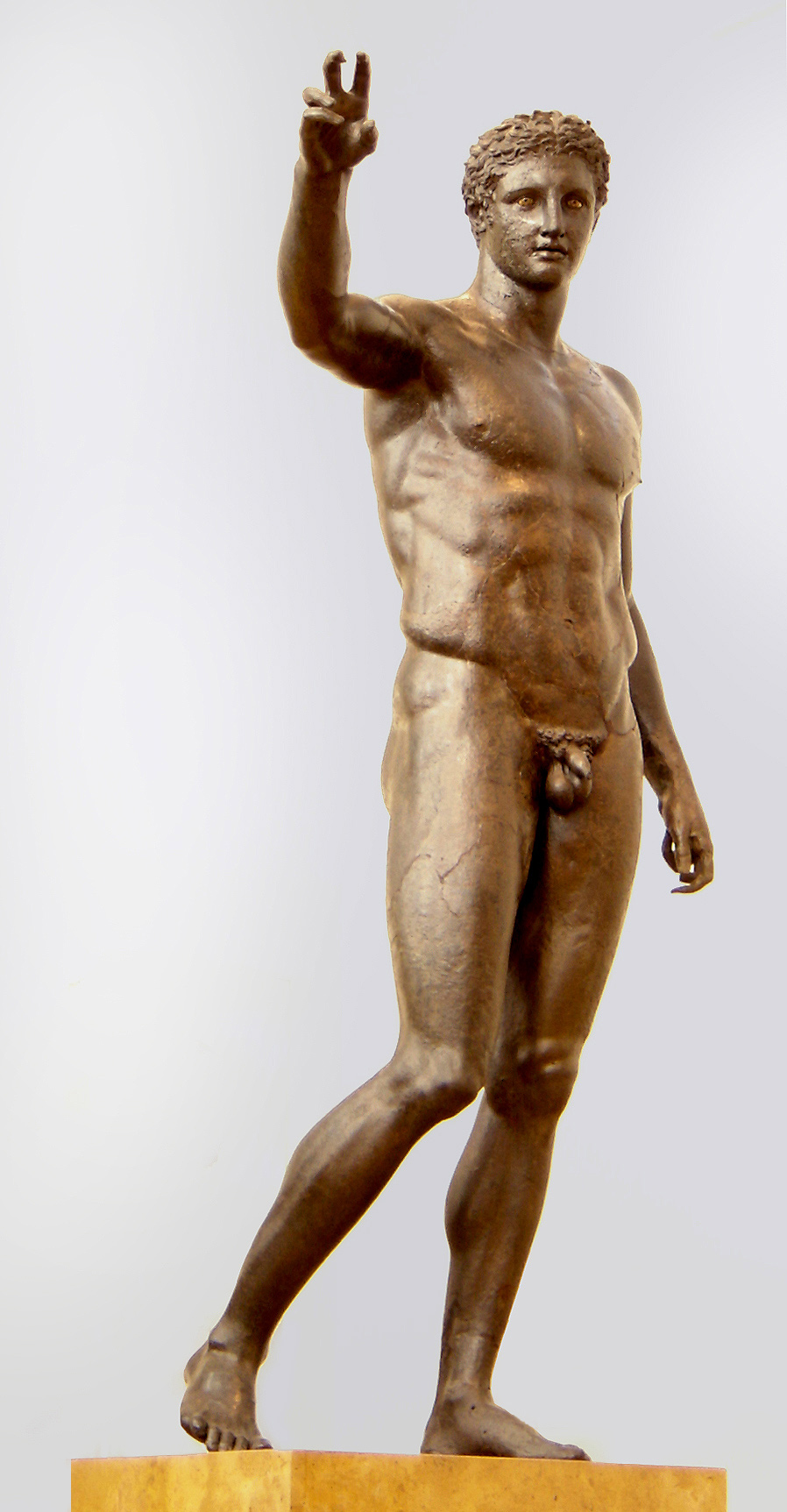
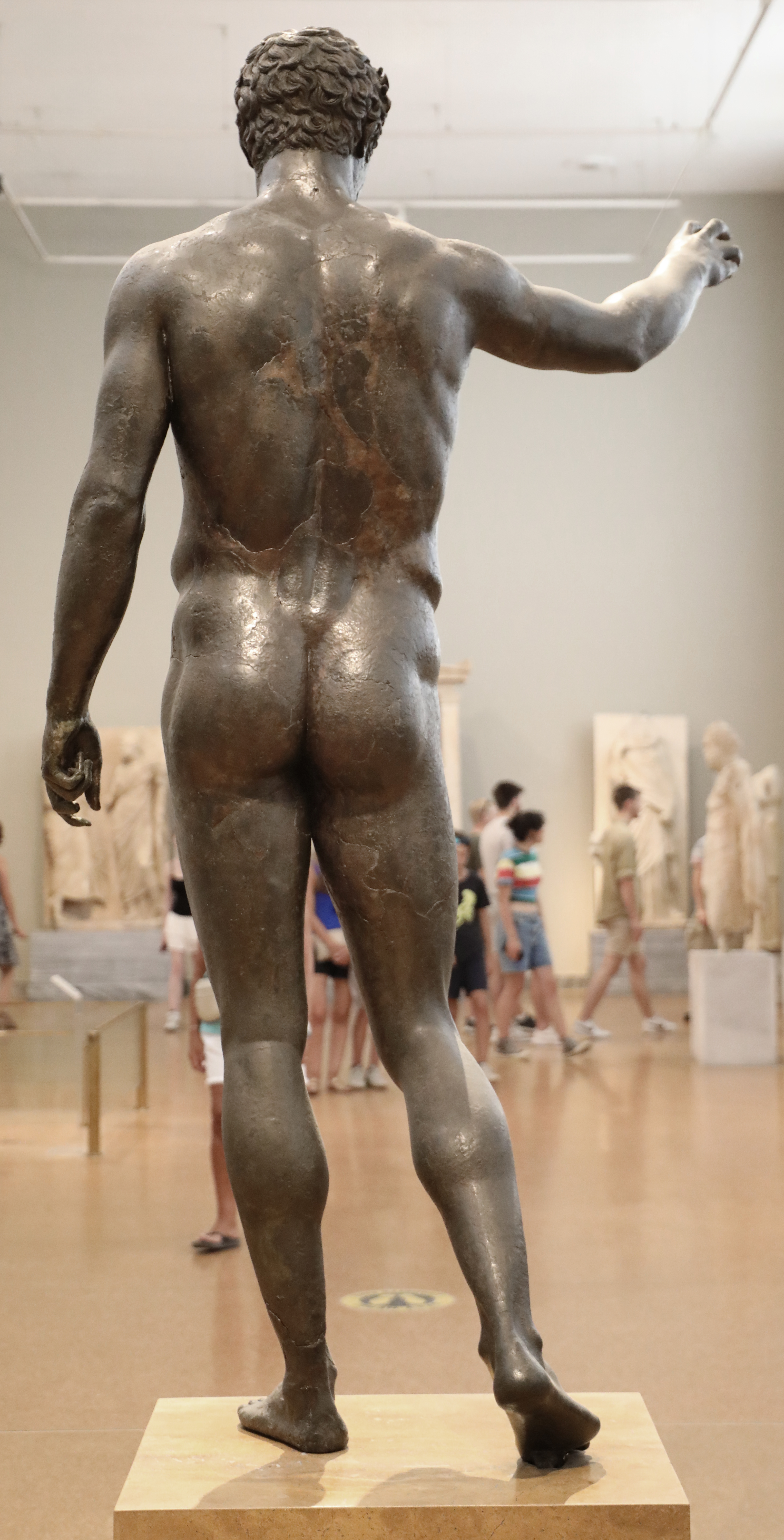